# Stanislav Smirnov
Stanislav Konstantinovich Smirnov (em cirílico: Станислав Константинович Смирнов) (Leningrado, 3 de setembro de 1970) é um matemático russo.
Trabalha atualmente na Universidade de Genebra, foi agraciado com a Medalha Fields, em 2010. O foco de suas pesquisas são análise complexa, sistemas dinâmicos e teoria das probabilidades.